# El Cantón de San Pablo
El Cantón de San Pablo är en ort i Colombia.   Den ligger i departementet Chocó, i den västra delen av landet, 300 km väster om huvudstaden Bogotá. El Cantón de San Pablo ligger 53 meter över havet och antalet invånare är 3 271.
Terrängen runt El Cantón de San Pablo är huvudsakligen platt. El Cantón de San Pablo ligger nere i en dal. Runt El Cantón de San Pablo är det ganska glesbefolkat, med 32 invånare per kvadratkilometer. El Cantón de San Pablo är det största samhället i trakten. I omgivningarna runt El Cantón de San Pablo växer i huvudsak städsegrön lövskog.